# Língua huasteca
A língua huasteca (teenek ou huasteco) é uma língua maia do México, do ramo huastecano, falada pelos huastecas que habitam as áreas rurais no norte do estado de San Luis Potosí em 12 vilas e no sudeste do estado de Veracruz, em cerca de 60 vilas, além dos estados Nuevo León e Tamaulipas, ainda que em menor proporção. 
Embora a língua huasteca seja frequentemente considerada relativamente isolada em comparação com outras línguas da família maia faladas nas regiões sul e leste do México e da América Central, a língua huasteca ainda mantém certo grau de parentesco e conexão com as línguas circundantes, sendo a língua extinta chicomucelteco a mais próxima do huasteco geneticamente. A língua apresenta três variantes reconhecidas oficialmente pelo Catálogo de Lenguas Indígenas Nacionales (INALI), sendo essas o huasteco do ocidente, o huasteco do centro e o huasteco do oriente. 
Segundo o censo nacional de 2020, o huasteco apresenta cerca de 164,938 mil falantes, sendo considerada uma língua em estado vulnerável, pois a maior parte dos falantes são adultos e idosos. 
O nome nativo da língua é te:nek (com variadas ortografias) e significa "os que vivem no campo (com sua língua)".

## Etimologia
O endônimo da língua Huastaca no próprio idioma é Te:nek, que significa "aqueles que vivem no campo com seu idioma". A terminologia "huasteco", usada comumente, é a forma castelhanizada de Huasteca, palavra do idioma náhuatl que significa "pessoas das cabaças".

## História
O huasteco é uma língua maia originada na Região Huasteca (estados do México de Veracruz, Hidalgo, Puebla, Tamaulipas e San Luis Potosí) da América Pré-Colombiana, que se localiza geograficamente distante da família linguística da Região Maia (Penínsulas de Yucatán, Tabasco e Chiapas, no México, e parte da Guatemala, de Belize e de El Salvador). Os documentos mais antigos conhecidos contendo informações sobre a língua são três registros linguísticos da Colônia que mostram diferenças entre os dialetos existentes, assim, há falta de informações sobre a língua huasteca em tempos pré-coloniais. O huasteco é a única língua maia que se encontra geograficamente separada das demais línguas da família, tendo rasgos evolutivos próprios em relação a elas, e há consenso que o ramo huastecano foi o primeiro a se separar do protomaia, por volta do ano 2200 a.C.
A explicação para o isolamento tanto do huasteco quanto do chicomucelteco leva em consideração a hipótese de migração dos maias e a interação com outros povos indígenas, já que a Região Huasteca era habitada pelos nahuas, pames, totonacos, chichimecas e tepehuas e sofreu influência de diferentes processos migratórios e de etapas de expansão dos Impérios Asteca, Teotihucano, Olmeca e Mexica, tendo esse último dominado o território até 1506.

## Distribuição Geográfica e Dialetos
O INEGI (Instituto Nacional de Geografia e Estatística do México) realizou um censo nacional em 2020, o qual indica que a maioria dos falantes do huasteco estão concentrados nos estados de Veracruz (45.264 falantes em 60 vilas), San Luis Potosí (92.531 falantes em 12 vilas), Nuevo León (16.469 falantes) e Tamaulipas (5.233 falantes).

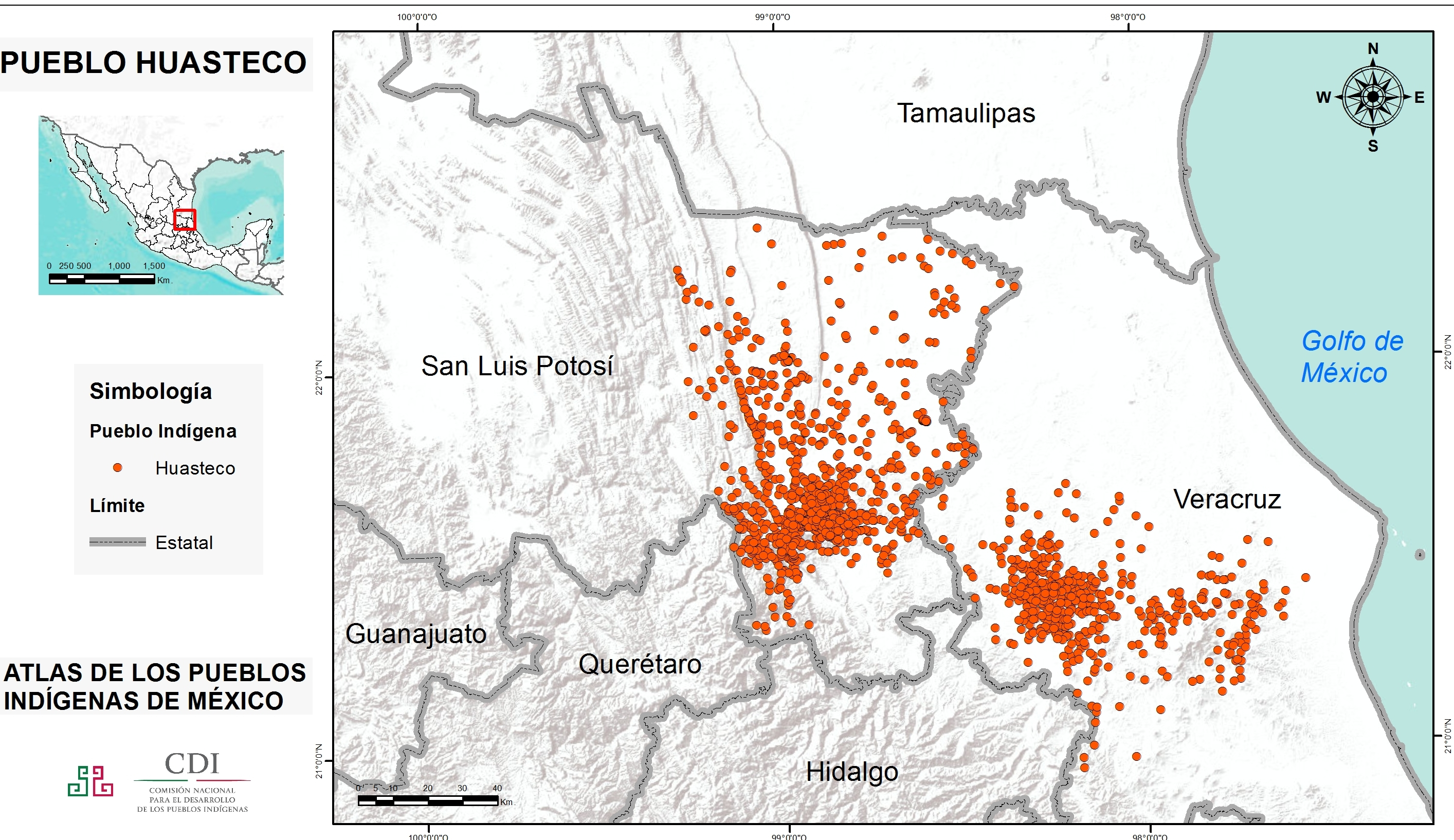
Extensão aproximada da área linguística do huasteco no México.

Em 1985, Kaufman propôs a distinção de três variantes do huasteco, duas do norte de Veracruz e uma de San Luis Potosí, que, em 2008, foi usada pelo Catálogo Nacional de Línguas Indígenas publicado pelo INALI (Instituto Nacional de Línguas Indígenas do México). Os dialetos são: huasteco do ocidente (ou potosino), compreendendo populações de Ciudad Valles, Tamuín, Aquismón, Huehuetlán, Tanlajás, San Antonio, Tampamolón Corona, Tanquián de Escobedo, San Vicente Tancuayalab e Tancanhuitz de Santos, em San Luis Potosí, huasteco do centro, nas regiões de Tempoal e Tantoyuca, em Veracruz, e huasteco do oriente, também em Veracruz, em San Francisco, Chontla, Tantima, Tancoco, Chinampa de Gorostiza e Naranjos-Amatlán, Sierra de Otontepec.

## Fonologia
O huasteco apresenta um complexo sistema consonântico e um sistema vocálico simples em timbre, com grande contraste entre vogais curtas e longas. Além disso, o huasteco é língua acentuada, classificação que leva em consideração o ritmo com que as palavras são ditas e a presença de sílabas tônicas. Em huasteco, o acento é sempre usado na última vogal longa ou, caso não exista vogal longa, é colocado na vogal inicial, ou seja, há ênfase na pronúncia dessas sílabas. 

### Vogais
O huasteco apresenta cinco vogais distintas, cada uma com uma versão curta e uma versão longa, representada pela repetição da vogal, isto é, o alongamento da duração do som da vogal. Os cinco tipos de vogais dividem-se em fechadas, intermediárias e abertas. A vocalização é similar à pronúncia brasileira das letras. Todas as palavras têm uma sílaba tônica principal, com a acentuação na última vogal longa ou, caso o termo não possua vogais longas, na vogal inicial, e nenhuma tonicidade secundária, sendo o sufixo //-tala:b// a única exceção.
| Vogais curtas | Anterior | Central | Posterior |
| ------------- | -------- | ------- | --------- |
| Alta          | i        |         | u         |
| Média         | e        |         | o         |
| Baixa         |          | a       |           |

| Vogais longas | Anterior | Central | Posterior |
| ------------- | -------- | ------- | --------- |
| Alta          | i: ii    |         | u: uu     |
| Média         | e: ee    |         | o: oo     |
| Baixa         |          | a: aa   |           |

|               | e | a | o | u | i |
| Articuladores |   |   |   |   |   |
| Labial        |   |   |   | + | + |
| Coronal       | + | + |   |   |   |
| Faríngeo      |   |   | + |   |   |
| Abertura      |   |   |   |   |   |
| Abertura1     | - | - | + | - | - |
| Abertura2     | - | + | + | + | - |

Obs: as aberturas referem-se ao nível de abertura da boca ao produzir o som, sendo a Abertura1 menor e a Abertura2 maior, assim, quando as duas estão em falta, a boca abre minimamente e, quando as duas estão presentes, a boca está bem aberta.

### Consoantes
Em huasteco, existem 26 consoantes, com destaque para o baixo número de segmentos sonoros em comparação com a grande quantidade de obstruintes surdos. Nota-se que a articulação do /p/, que não se opõe a /pʼ/, mas a /b/, difere o huasteco de outras línguas maias. 
|                        | Bilabial | Coronal |     | Dorsal |    | Glotal |     |
| ---------------------- | -------- | ------- | --- | ------ | -- | ------ | --- |
| Plosivas simples       | p        |         | t   |        | k  | kʼᵂ    |     |
| Plosivas glotalizadas  |          |         | tʼ  |        | kʼ | kʼᵂ    |     |
| Plosivas sonoras       | b        |         |     |        |    |        |     |
| Africadas simples      |          |         | ts  | tʃ     |    |        |     |
| Africadas glotalizadas |          |         | tsʼ | tʃʼ    |    |        |     |
| Fricativas             |          | θ       |     | ʃ      |    |        |     |
| Nasais                 | m        |         | n   |        |    |        |     |
| Aproximante lateral    |          |         | l   |        |    |        |     |
| Aproximante            | w        |         |     | j      |    |        | h ʔ |

## Alfabeto
O alfabeto huasteco possui 26 fonemas sem contar as versões longas de vogais e glotais /'/ de algumas consoantes. O alfabeto é latino e foi utilizado para representar a língua apenas após a chegada dos colonizadores espanhóis, por isso há certa correspondência entre os fonemas do huasteco e do espanhol.
| Letra | Fonema AFI | Pronúncia aproximada em português                 |
| ----- | ---------- | ------------------------------------------------- |
| a     | a          | Como o /a/ em "casa"                              |
| ā     | aː         | Som de /a/ estendido ou "aa"                      |
| b     | b          | Como /b/ em "batata"                              |
| c     | k          | Como o /c/ em "casa"                              |
| c'    | k'         | Como o /c/ em "pacto"                             |
| ch    | tʃ         | Como o /tch/ em "tchau"                           |
| ch'   | tʃ '       | Som de /tch/ com os lábios bem fechados no início |
| cu    | kʷ         | Como o /qu/ em "quanto"                           |
| e     | e          | Como o /e/ em "elevar"                            |
| ē     | eː         | Som de /e/ estendido ou "ee"                      |
| g     | g          | Como o /g/ em "gato"                              |
| h     | h          | Como o /r/ em "rato"                              |
| hu    | ʋ          | Como o /w/ em "wendel"                            |
| i     | i          | Como o /i/ em "igreja"                            |
| ī     | iː         | Som de /i/ estendido ou "ii"                      |
| j     | h          | Som de /r/ em "roxo"                              |
| l     | l          | Som de /l/ em "lado"                              |
| m     | m          | Som de /m/ em "macaco"                            |
| n     | n          | Som de /n/ em "nada"                              |
| o     | o          | Como /o/ em "ovo"                                 |
| ō     | oː         | Som de /o/ estendido ou "oo"                      |
| p     | p          | Como o /p/ em "pato"                              |
| p'    | p'         | Som de /p/ com os lábios bem fechados ou /pp/     |
| qu    | ku         | Como /qu/ em "qual"                               |
| q'u   | k'u        | Som de /qu/ com os lábios bem pressionados        |
| r     | χ          | Como /rr/ em "correr"                             |
| t     | t          | Como /t/ em "tomar"                               |
| t'    | tt         | Som de /t/ com a língua demorando no céu da boca  |
| ts    | t͡s         | Como /tz/ em tzar                                 |
| ts'   | t͡s'        | Som de /ts/ interrompido                          |
| u     | u          | Como /u/ em "uva"                                 |
| ū     | uː         | Som de /u/ estendido ou "uu"                      |
| x     | ʃ          | Como /ch/ em "chá"                                |
| y     | y          | Como /i/ em "ir"                                  |
| z     | θ          | Não há correspondência em português               |
| '     | ˀ          | Não há correspondência em português               |

## Gramática

### Pronomes
O huasteco apresenta diferentes tipos de pronomes: pessoais de uma só sílaba (como "o" e "lhe"), que indicam pessoa e número de um verbo, sujeitos estáticos ou que tem posse; pronomes de posse que não admitem um substantivo na frente deles, usados para foco, contraste e desambiguizar; pronomes que não funcionam sozinhos mas enfatizam o significado de um pronome monossilábico; pronomes relativos; pronomes interrogativos; pronomes negativos; pronomes demonstrativos. Os quatro últimos também podem funcionar como adjetivos.

#### Pronomes pessoais
Os pronomes pessoais em huasteco distinguem singular e plural e têm uma versão curta e uma versão longa. Os pronomes pessoais para primeira pessoa do plural não se diferenciam em inclusivo/exclusivo.

| Pessoa | Versão curta | Versão curta | Versão longa | Versão longa |
| ------ | ------------ | ------------ | ------------ | ------------ |
|        | Singular     | Plural       | Singular     | Plural       |
| 1      | na’          | wa'          | nanaa’       | wawaa’       |
| 2      | ta’          | xa'          | tataa’       | xaxaa’       |
| 3      | ja’          | ba'          | jajaa’       | babaa’       |

#### Pronomes interrogativos
Os pronomes interrogativos localizam-se no início da frase.
| Huasteco  | Português |
| --------- | --------- |
| jaat’al   | quando    |
| juun      | onde      |
| juntana’  | onde      |
| nitii’    | por que   |
| taam      | o que     |
| tama’     | quem      |
| tamtamaa’ | quem      |
| t’anthooj | o que     |
| t’oneey   | o que     |
| jaay      | quantos   |

### Substantivos
Os substantivos em huasteco funcionam como elemento principal de frases nominais. Eles nunca flexionam em aspecto e em tempo e podem possuir um marcador de plural, mas não é obrigatório.
nu k’imaa’ - minha casa 
an pik’o’ - o cachorro
i pik’o’ - um (indefinido) cachorro
oox i mixtun - três gatos
juun i txithan alobeel t’ajatx - uma (01) garota muito bonita

#### Número
Em substantivos huastecos, dois números são distinguidos, o singular e o plural. O morfema /-txic/ pode ser adicionado a verbos, nomes ou advérbios para marcar o plural. Apesar disso, na maioria dos casos o plural não é expresso em huasteco, isso por que a língua tem uma forte tendência de evitar redundâncias e o plural em uma frase é marcado pelo pronome e por marcadores de pessoa Ergativo e Absoluto.
an inik-txik (pessoas/homens) ip junk-un t-ip til-om - os homens (/as pessoas) juntaram-se para conversar
u pak’-a-al k’ij an bakan k’aal u k’ubak - eu fiz tortillas só com as minhas mãos (não há marcação)

### Verbos
Os verbos em huasteco expressam ação, estado e processo, eles são a principal parte do predicado e são obrigatoriamente conjugados em pessoa, transitividade e aspecto. Assim como em outras línguas maias, no huasteco, o verbo é um morfema de estrutura CVC (consoante-vogal-consoante) que não funciona sozinho e precisa de flexão. Os verbos podem ser modificados por um advérbio.

#### Aspecto
Em huasteco existem cinco formas aspectuais diferentes que indicam o tipo de ação ou tempo. Três deles são marcados no verbo por marcadores de aspecto particulares. Os outros dois são expressos de forma perifrástica. Esses marcadores aspectuais são sempre colocados após a raiz do verbo (verbos intransitivos) ou após o radical (verbos transitivos). O huasteco expressa distinções aspectuais, mas não distinções de tempo. O significado de tempo em um verbo é determinado a partir do contexto. Os aspectos são marcados em completivo, incompleto, perfeito, progressivo e futuro.

##### Completivo
O marcador completivo transmite o significado de uma ação concluída, sem explicitar se aconteceu recentemente ou há algum tempo. Na voz ativa transitiva e média, o marcador completivo é zero. Em verbos intransitivos, o /y/ é adicionado no final. Para verbos no antipassivo ou na passiva, o marcador é, respectivamente, /aach/ e /in/, e /aj/ e /at/ no final.
ch’a’-iy- Ø  - comprou                                                
map-un-Ø - fechou
ch’a’-iy - compra                                                         
map-un - fecha

##### Incompleto
Sinaliza ação que ainda não terminou. É usado para se referir também a uma ação em progresso, uma ação repetitiva ou habitual. O marcador é /al/ para a voz ativa transitiva, /l/ para verbos intransitivos, nenhum para antipassiva e /aap/ para a passiva, todos acrescentados no final do verbo.
thutx-a-al - escreve
ch’a’-y-al - compra
witx-iil - retorna
ya’ulm-eel - fica doente
jap-iy-aap - está sendo aberto

##### Perfeito
O aspecto perfeito transmite o resultado de uma ação terminada. Pode indicar o resultado de uma ação, um passado recente ou uma situação persistente, sendo a última inexistente no huasteco. Na língua huasteca, o aspecto perfeito é marcado no final do verbo, com as partículas /nek/ para intransitivos, /neenek/ para antipassivos que terminam em /x/, /aamal/ para verbos transitivos, /aamath/ para os outros tipos antipassivos e /aamej/ para a passiva.
chalp-ax-neenek - pensou
witx-inek - voltou

##### Progressivo
Em huasteco, o aspecto progressivo é marcado pelo verbo auxiliar /exom/ no início da oração, seja o verbo principal transitivo ou intransitivo, que indica que a ação está em progresso. Ainda, o verbo principal deverá estar no aspecto incompleto. Se o verbo auxiliar for seguido por marcador de pessoa Absolutivo, esse é precedido por /t/, caso seja seguido por um marcador Ergativo, /t/ não é usado.
exom t-in way-al - eu estou dormindo
exom t-ip estudiar-n-al - eles estão estudando
exom i wit’-a-al an t-ip aj-um - eles estão aprendendo a escrever

##### Futuro
Diferentemente de outras línguas maias, o huasteco não apresenta uma forma verbal específica que expresse futuro. O tempo futuro é marcado de maneira perifrástica com o verbo auxiliar /ne’ech/ no início da oração, somado a /t/ no início do sujeito se a ação é no futuro imediato e /k/ caso a ação for ocorrer em algum momento do futuro.
ne’ech k-in t’oj-on - eu vou trabalhar
ne’ech t-in t’oj-n-al - eu vou trabalhar (em algum momento do futuro)

#### Modo
Os verbos em huasteco apresentam os modos condicional, imperativo, interrogativo e negativo. O imperativo não é marcado no verbo e não há um sufixo específico para ele. O imperativo é construído por meio do futuro do subjuntivo, expresso pelo /k/ ligado ao marcador pessoal ergativo ou absoluto. No imperativo, o verbo está normalmente no aspecto completivo. Assim, a construção imperativa é: subordinador irreal /k/ + A/E marcados de pessoa + verbo. O modo condicional de uma frase é construído adicionando-se a conjução /max/ (se) no início da oração.

### Sentença
A ordenação sintática em huasteco é primordialmente SVO (sujeito, verbo, objeto) para orações transitivas e VS (verbo, sujeito) em orações intransitivas. Apesar disso, caso a inversão da ordem não produza ambiguidade, devido ao estado natural das coisas, outras construções são aceitas. Um exemplo são as frases "Ela é dona do gato" e "Eu dei dinheiro a ele", nas quais o gato não poderia ser dono dela e o homem não poderia ser dado ao dinheiro. 
lew-tx-in t-in baasuj-il juun i inik ti ja’ k’aal juun i txithan - um homem teve água derramada em seu copo por uma garota
juun i inik lew-tx-in t-in baasuj-il ti ja’ k’aal juun i txithan - um homem teve água derramada em seu copo por uma garota
t-in baasuj-il ti ja’ juun i inik lew-tx-in k’aal juun i txithan - um homem teve água derramada em seu copo por uma garota
k’aal juun i txithan juun i inik lew-tx-in t-in baasuj-il ti ja’ - um homem teve água derramada em seu copo por uma garota

#### Frases interrogativas
Diferentemente de outras línguas maias, a estrutura da oração em huasteco não muda em casos de questionamento, sendo marcada apenas pela presença de uma palavra de interrogação no início da frase e pela entonação.

#### Frases negativas
Para expressar negação, a partícula /baa’/ é empregada sem causar nenhuma mudança sintática. Ela sempre aparece antes da palavra ou da oração que está sendo negada.
baa’ u exb-ay-al - eu não entendo

## Vocabulário

### Numeração em Huasteco
O sistema numérico huasteco é vigesimal, com algumas características decimais. Os números de 1-10 são raízes; números de 11-19 são compostos por 10+1, 10+2, etc; o termo para 20 é jūn inic (um 20) e os demais números são contados adicionando unidades ao 20, de maneira que 21 é um 20+1, 30 é um 20+10, 40 é dois 20 e 50 é dois 20+10. O uso de k'al (com) é opcional, mas frequente em números acima de 40. O marcador nominal /i/ é usado depois do número em uma frase nominal, como em "jūn i mixtun", que significa "um gato". Geralmente, não são utilizados marcadores de plural com números. 
| Huasteco          | Português |
| ----------------- | --------- |
| p'opo             | 0         |
| jūn               | 1         |
| tsāb              | 2         |
| ōx                | 3         |
| tsē'              | 4         |
| bō'               | 5         |
| acac              | 6         |
| būc               | 7         |
| huaxic            | 8         |
| belēu             | 9         |
| lājuj             | 10        |
| lājuj jūn         | 11        |
| lājuj tsāb        | 12        |
| jūn inic          | 20        |
| jūn inic lājuj    | 30        |
| tsāb inic         | 40        |
| tsāb inic lājuj   | 50        |
| ōx inic           | 60        |
| ōx inic lājuj     | 70        |
| tsē' inic         | 80        |
| bō' inic          | 100       |
| acac inic         | 120       |
| huaxic inic       | 160       |
| bō'i bō' inicchic | 500       |
| lājuj i bō'       | 1000      |

Nota: "inic" significa tanto 20 quando "pessoa"

## Amostra de texto
Patal an inik ani an uxum u wa'tsinal walkadh abal jununúl kin bats'uw an alwa'taláb ani ka pidhan in éy jant'ini' in tomnál; in kwa'al in tsalpádh ani in k'ayá' abal kin k'anidha' in juntal.
Português

Todos seres humanos nascem livre e iguais em direitos e dignidade. Eles são dotados de razão e devem agir uns em relação aos outros num espírito de fraternidade. Artigo 1 – Declaração Universal dos Direitos do Homem (Artigo 1 – Declaração Universal dos Direitos Humanos).